# Парк імені Тараса Шевченка (Одеса)
Центра́льний па́рк культу́ри й відпочи́нку і́мені Тараса́ Шевче́нка — парк в Одесі. Межує із вулицями Маразліївською, Успенською й бульваром Гетьмана Сагайдачного.

## Історія парку

### Передумови виникнення

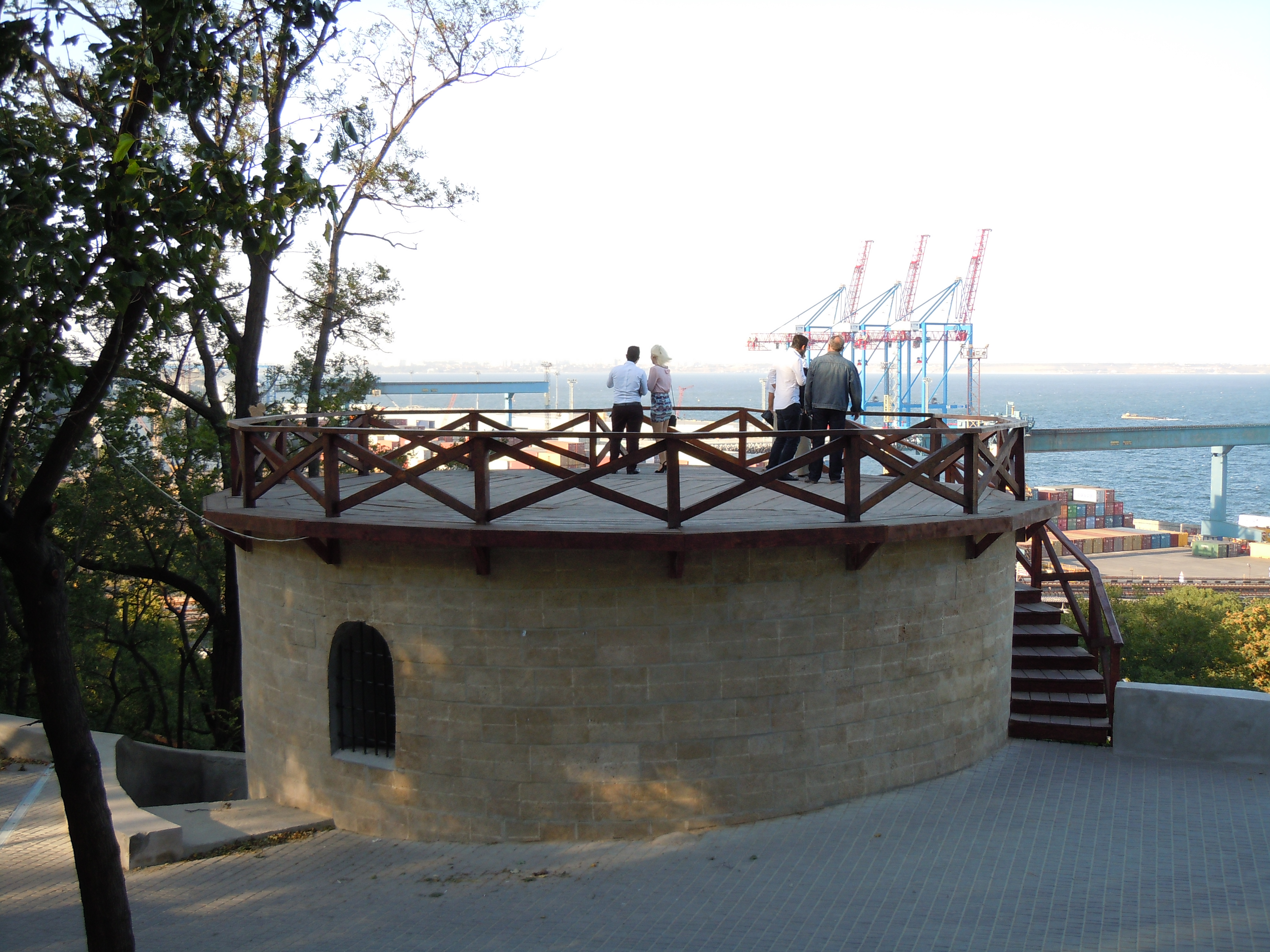
Відновлена сторожова вежа Одеського карантину — колишній морг Карантинного кладовища

Наприкінці XVIII століття, у 1795 році, в районі мису Ланжерон існували фортифікаційні укріплення — Одеська фортеця. В центрі фортеці був розташований курган з Андріївським бастіоном. У 1811 році фортеця була реорганізована у карантин. В межах карантину було організоване Карантинне кладовище.
На планах міста середини XIX століття район карантину позначений як «Кріпосний сад». Так, згідно із планом архітектора Ф. Боффо від 1840 року, на місці карантину мав бути споруджений парк. Однак сад належав військовому відомству, а не місту, тому залишався занедбаним.

### Заснування парку
7 вересня 1875 року парк нарешті був відкритий, а 10 вересня офіційно названий Олександрівським, на честь відвідування Одеси імператором Олександром II, який власноруч посадив на честь відкриття парку дуб.
У травні 1896 року прийнято рішення про передачу земель у власність міста. На початку 1900 року за рішенням міського управління були розібрані стіни кладовища, відкрив вільний доступ до його території.
Тут гуляли Жуковський, Гоголь, Островський, Достоєвський, Чехов, Ахматова. На місці, де перебувала артилерійська батарея, Пушкін зустрічався з її офіцерами.
Курган з Олександрівською колоною (біля стадіону ЧМП) частково розташований на місці турецького Хаджибея, а потім і одеської фортеці. З цього кургану запускали перші в Російській імперії аеростати.
Свого часу у парку побудовано Зелений театр, де виступали Утьосов, Райкін, Тарапунька і Штепсель, П'єха, Водяной. У 1936 році тут споруджено Центральний стадіон міста, а в 1954-у парк перейменували з Олександрівського на парк імені Т. Г. Шевченка.

## Сучасність

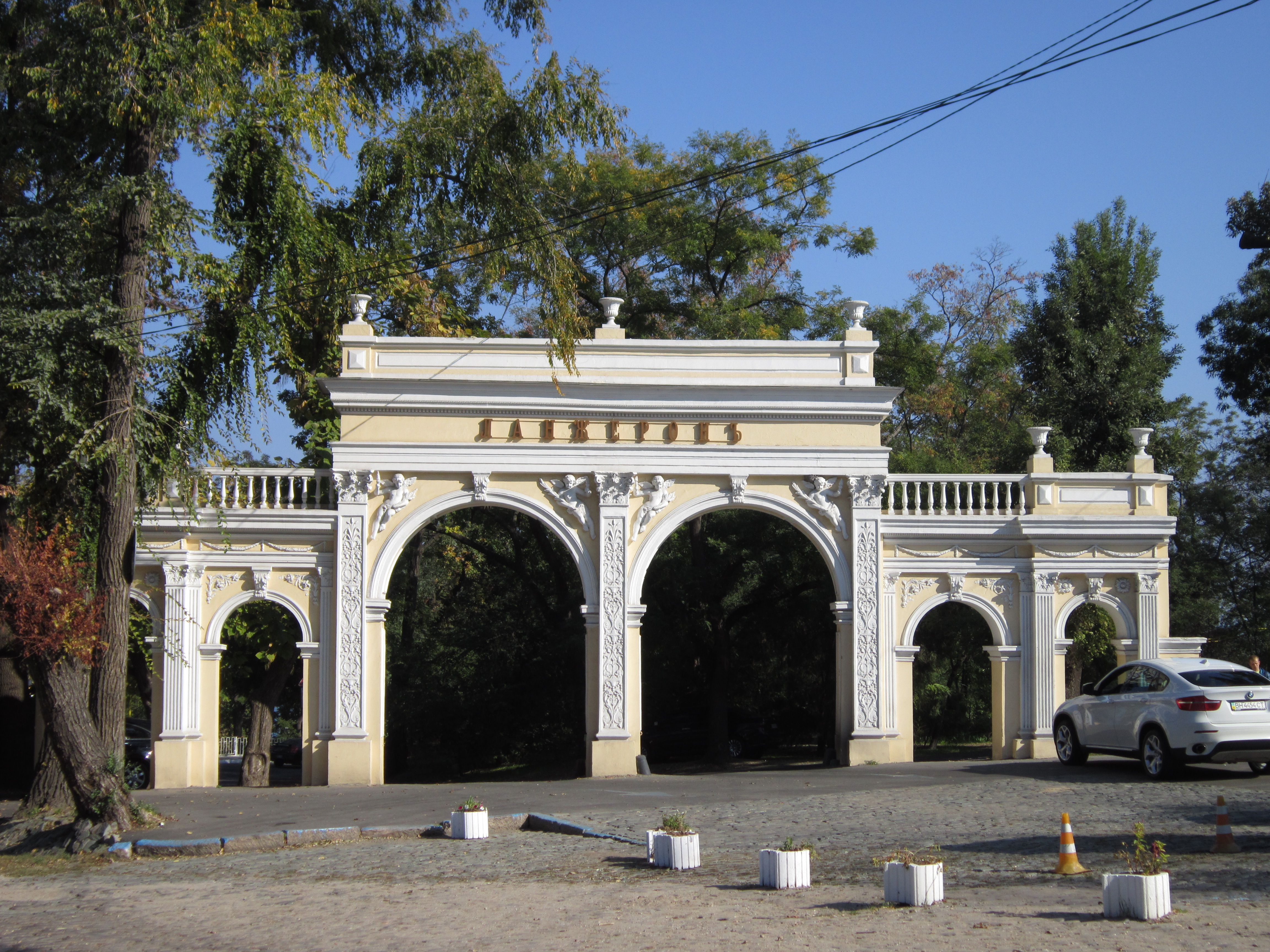
Брама дачі Ланжерона

З боку вулиці Маразліївської споруджено пам'ятник Т. Г. Шевченку, розташована «Алея Слави» з могилами загиблих учасників оборони та звільнення Одеси від фашистів і пам'ятником Невідомому матросові з вічним вогнем, обеліск воїнам-афганцям.
10 квітня 1968 року на «Алеї Слави» біля пам'ятника Невідомому матросу було створено «Пост № 1» з метою військово-патріотичного виховання молоді та вшанування пам'яті загиблих у роки німецько-радянської війни.
На базі «Посту № 1» було створено Одеський міський центр військово-патріотичного виховання молоді «Пост № 1». Щороку, з квітня по листопад, почесну вахту Пам'яті на «Алеї Слави» несуть зведені Почесні караули шкіл нашого міста.
З 2006 року вихованці Центру військово-патріотичного виховання молоді несуть Почесну вахту пам'яті на «Посту № 2» біля пам'ятника воїнам-інтернаціоналістам, які загинули в Афганістані.
Від «Алеї Слави» численні асфальтні доріжки ведуть до Чорного моря, на пляж «Ланжерон». Тут же починається не менш знаменита (з 2006 року тільки пішохідна) «Траса здоров'я». Вона тягнеться вздовж морського узбережжя Одеси до самої Аркадії (одного із найкращих районів відпочинку міста).
На пляжі «Ланжерон» розташовано Дельфінарій.
Адміністрація парку розташована в пам'ятці архітектури місцевого значення спеціальному літньому павільйоні зупинки трамвая, встановленій бельгійським акціонерним товариством одеських трамваїв у 1912 році.

## Галерея

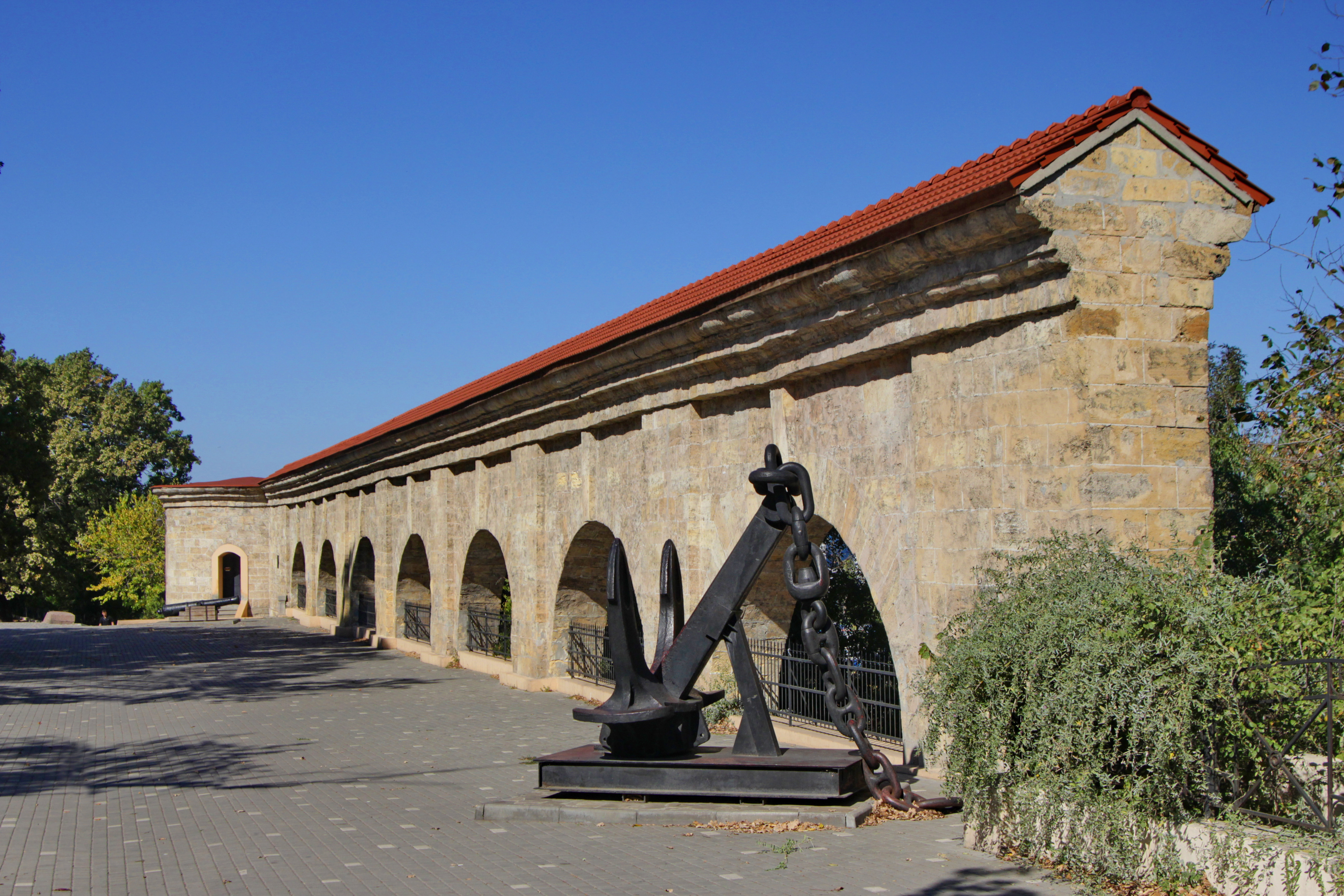
Арки Карантину
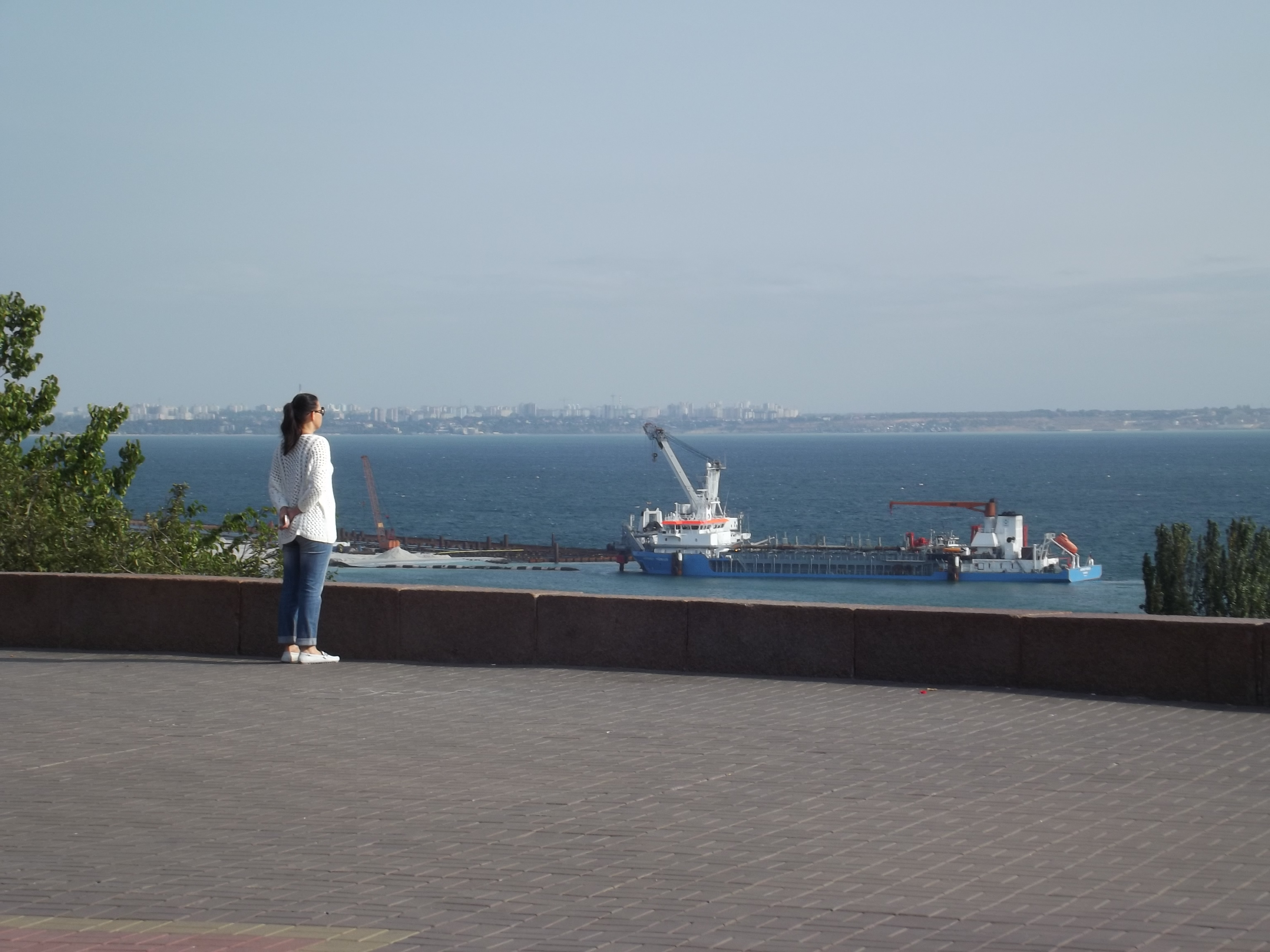
Вигляд на затоку
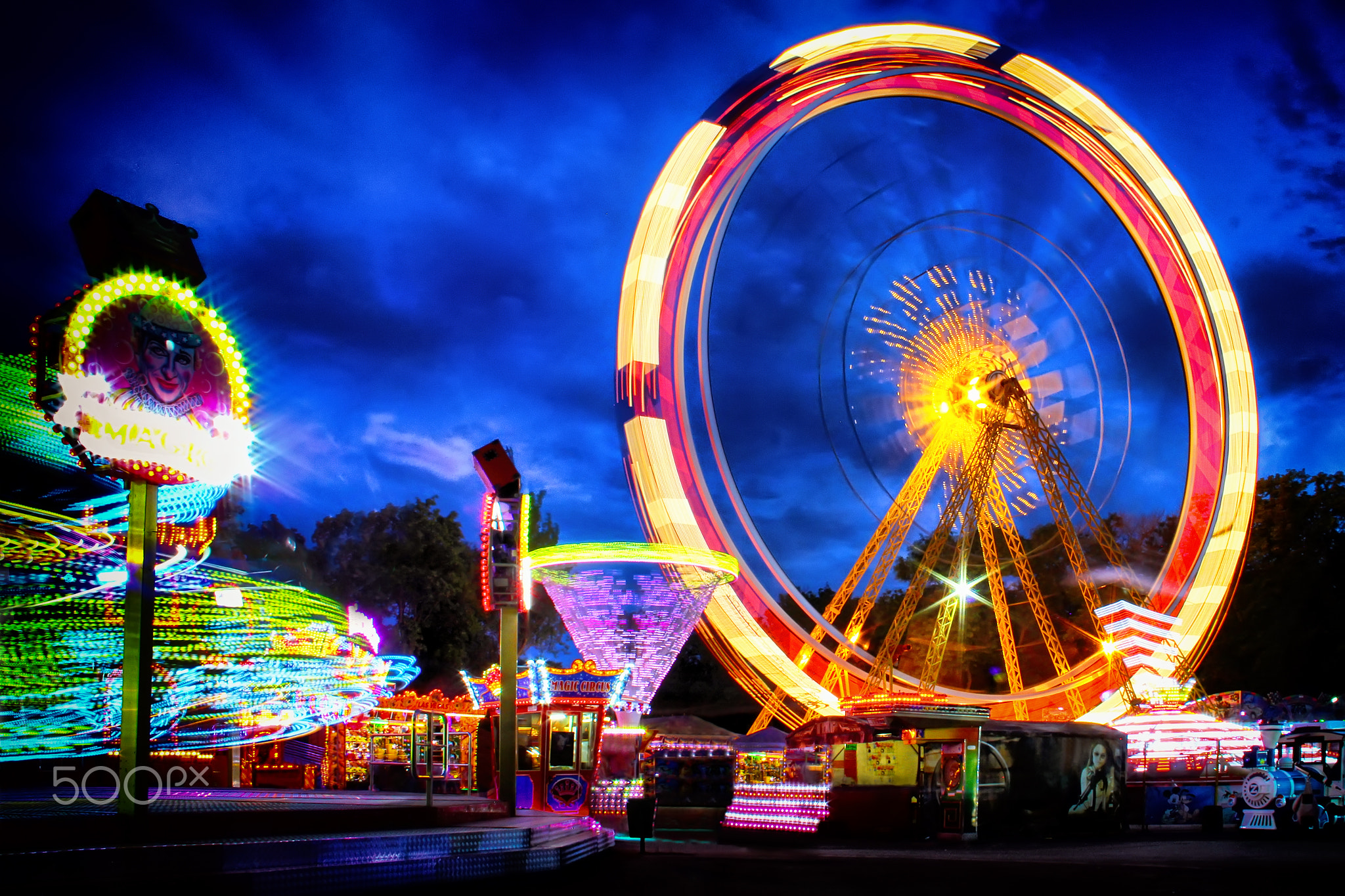
Колесо огляду
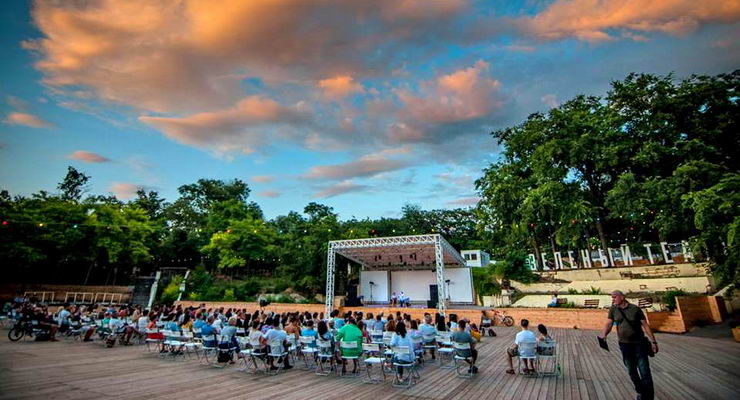
"Зелений театр"
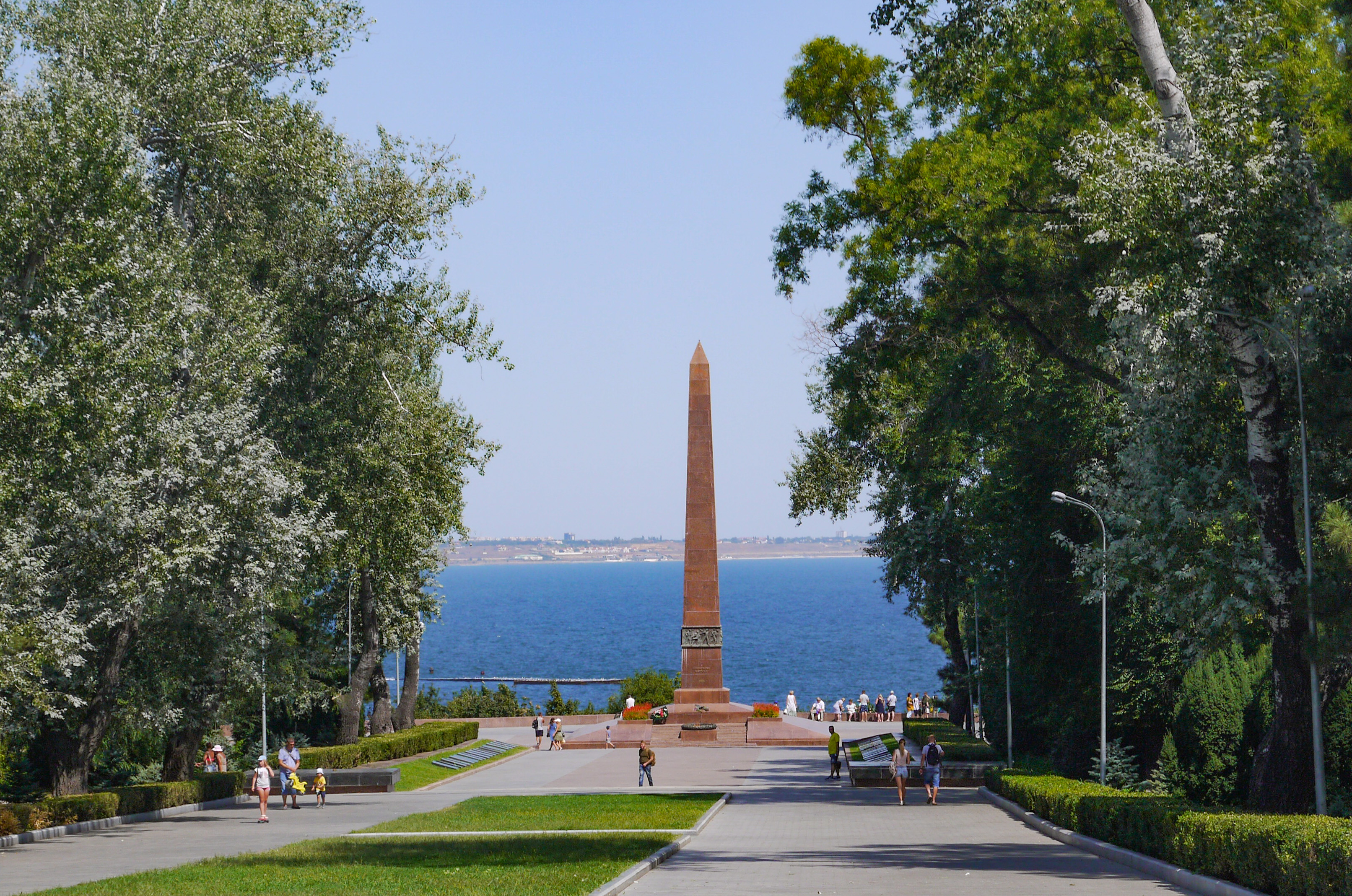
Алея Слави